# Karna (Citrus)
Citrus karna
Pour les articles homonymes, voir Karna (homonymie).
Espèce
Classification phylogénétique
Karna, karnā, désigne divers agrumes indiens et pakistanais acides, comestibles localement nommés lime acide, agrumes principalement utilisés pour les boissons (Nimbu pani), la conservation en pickles (Nimbu ka Achar) et comme porte-greffe.
L'un d'eux a été décrit comme une espèce: Citrus × karna Raf.

## Dénomination
Karna a de nombreuses significations dans les langues de l'Asie du sud-est, en malais la cause, en sanskrit une boucle d'oreille mais aussi karuna désigne le pamplemousse dans cette langue. En hindustani karnā est une sorte de citron, en pendjabi ਕਰਨਾ (karanā) ou ਖੱਟਾ ਨਿੰਬੂ (khaṭā nibū) citron aigre désigne la bigarade. En bengali Karna-nebu («toujours à tort appelé citron» écrit Paul Antoine Sagot), en hindi: कागज़ी नींबू, खट्टा नींबू  (kaghzi-nimbu, khatta nimbu) sont des agrumes acides.
Lime Khatta ou Lime Khatta de l'Inde est le nom donné par INRAE-Cirad pour Citrus × karna Raf. sachant que lime ne renvoie pas ici au citron vert du français mais aux agrumes acides locaux. Karna Khatta ou Katta nimbu sont usuels; on distingue: 
- Citrus aurantium Karna synonyme de Citrus × karna Raf. orange Karna, Maharashtra orange (il serait originaire de l'État du Maharashtra[9]), Indian lemon = Karna ou Karna nimbu en hindi

Adolf Engler (1838) en fait une description succincte: «Citrus Karna Raf. fruit en forme de coin et ovale, pointu, piriforme, rugueux, pointu des deux côtés, pulpe acide - espèce très particulière de l'Inde, appelée Karna, le jus acide a une saveur fine. Buchanan le juge proche du Limo taurinus de Rumph [= C. macroptera Mont. var. macrocarpa] ».
- Citrus aurantium L. subsp Khatta Bonavia = Citrus dimorphocarpa Lush. (1910) = Citrus × jambhiri Karna[11]. Khatta lemon, Karna Khatta[12].

Bonavia écrit (1890) « Il existe beaucoup de confusion dans les noms indiens des agrumes. Karna est l'un des noms donnés à la vraie bigarade sur la côte ouest. Tandis qu'un autre type totalement différent le khattà de la plupart des localisations est également appelé karna. On m'a informé que ce dernier nom signifie amer en sanskrit ».
A. Guillaumin (1914) fait le résumé suivant: «Pour Lushington c'est une espèce : le Citriis dimorphocarpa, pour Bonavia, c'est la variété Khatta du Citrus Aurantium; pour Engler, c'en est une sous-espèce; pour Rafinesque c'est une espèce distincte : le Citrus Karna. Parmi les formes les plus intéressantes il convient de citer le Zenboua d'Algérie [zemboa était le pamplemoussier chez les arabo-andalous], le M'Gergeb du Maroc, le Khatta de l'Inde, le Rough Lemon ou Citron de Floride et le Citron Mazoe de la Rhodésie».

## Génomique

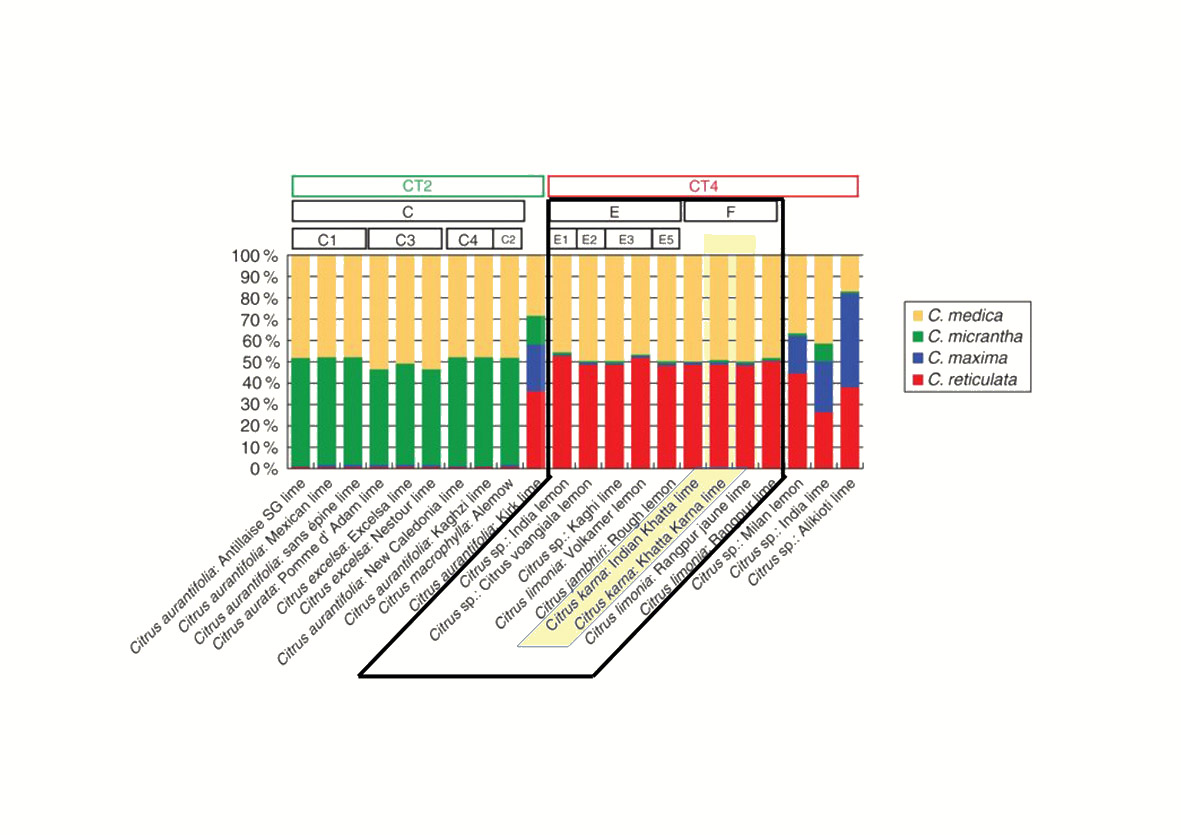
Contribution en pourcentage des 4 taxons ancestraux (rouge C. reticulata, jaune C. medica) dans les clusters E et F des limes indiennes, les 2 Karna sont proches dans le F.

Franck Curk et al. (2016) dans leur Origine phylogénétique des limes et citrons révélée par des marqueurs cytoplasmiques et nucléaires étudient 2 variétés de C. karna : Indian Khatta et Khatta Karna. Elles sont génétiquement voisines. Ils les groupent dans un cluster F avec 2 rangpur (C. limonia) très proches du cluster E (Volkamer, C. jambhiri et trois Citrus sp. citron vert Citrus voangiala, citron vert Kaghi et citron SP India).
Tous ces agrumes indiens sont des hybridations de cédrat (C. medica) et de mandarinier (C. reticulata) «qui ont chacun contribué à près de 50 % d'hétérozygotie» et une très faible présence de C. micrantha et C. maxima. Les auteurs pensent que tous ces cultivars indiens résultent «d'événements de réticulation différents».
Ils ne résulteraient donc pas d'un processus de domestication méthodique. La synonymie avec le citron (C. lemon) n'est pas valide.

## Description
Arbre vigoureux d'où son utilisation comme porte-greffe du citronnier. Fruit jaune doré à orange foncé à maturité semblable à la bigarade avec un mamelon large et proéminent, parfois déprimé ou absent. Pulpe orange, modérément juteuse, acide-amère. Fleurs teintées de pourpre.
Diverses variétés sont citées: cultivars Khatta et Kabbad, Gagal (ce Gagal ou Hill lemon, Gulgul lemon, Kumaon lemon est différent du Karna).

### Utilisation

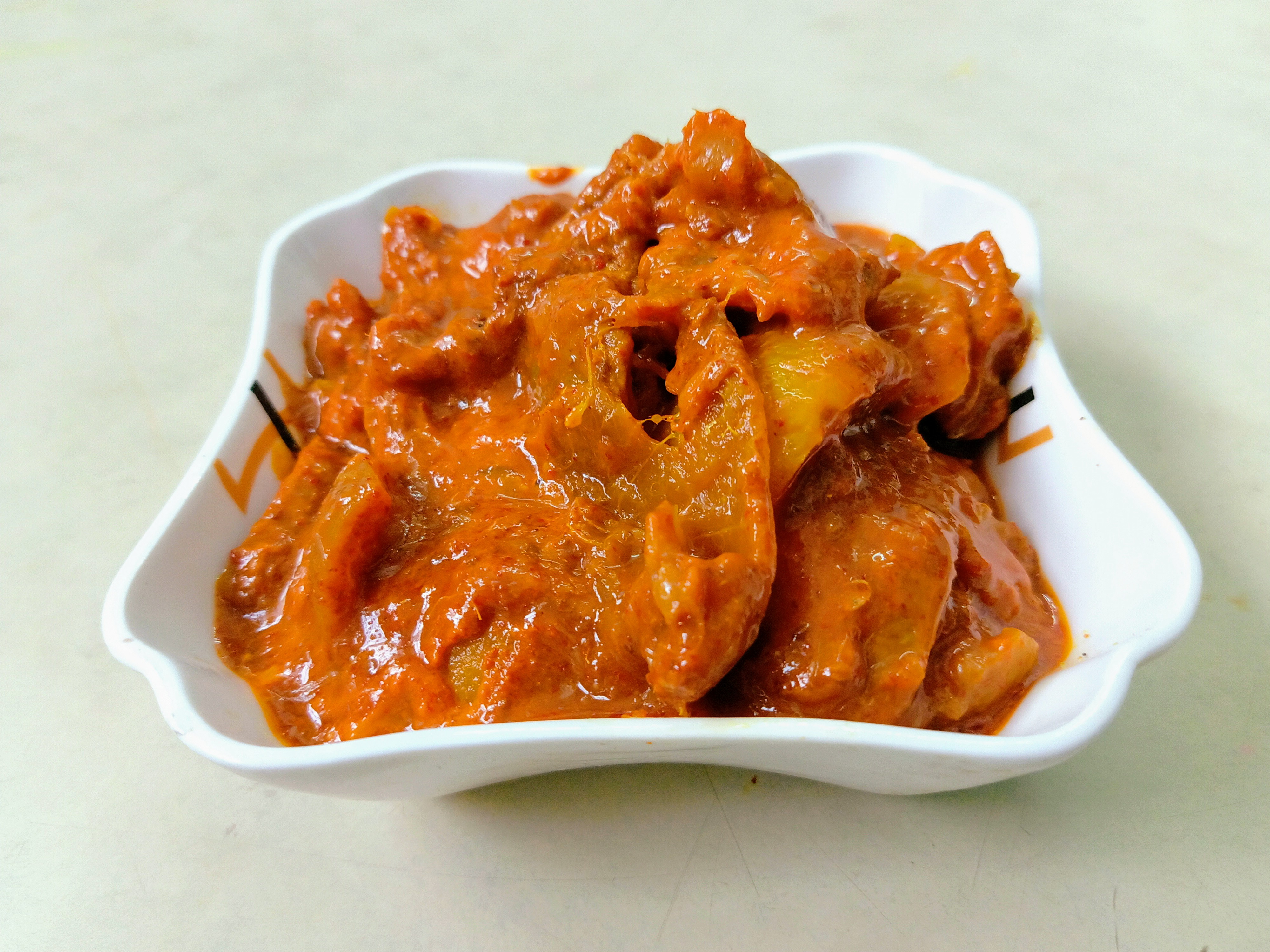
Lemon pickle, lime à l'aigre doux sérieusement épicée

Le fruit est confit au sel et fermenté (Nimbu da Achaar) pour donner les ਨਿੰਬੂ ਦਾ ਖੱਟਾ ਮਿੱਠਾ ਆਚਾਰ (nibū dā khaṭā miṭhā ācāra) ou Lemon Pickle (citron à l'aigre-doux) sucrés au terme du séjour dans le sel, aromatisés de poivre, ajowan et cadamome (le cas échéant de curcuma, piment rouge, cumin, asafoetida).
Il entre dans la composition du nimbu pani (eau et jus d'agrume acide), boisson populaire.

### Huile essentielle
La proximité avec la bigarade est manifeste: selon  S. Hamad Tremazi la fleur est très riches en huile essentielle de haute qualité utilisée au Pendjab dans les d’huiles capillaires parfumées. Le petit-grain de Karna (31 % de limonène) est riche en citral (20 %.
L'HE du fruit est très riche en limonène, d- limonène (92,3 %),  puis en α-pinène (1,2 %) et le β-pinène (1,8 %). Ce d -limonène et l’huile essentielle  ont un potentiel antioxydant similaire. Les extraits de zeste dont une action antioxydante, de peroxydation lipidique et inhibition de la lipoxygénase in vitro.